# Jules Barrême
Pour les articles homonymes, voir Barrême (homonymie).
Marc-Antoine-Jules Barrême, né le 25 avril 1839 à Avignon et mort le 13 janvier 1886 à Maisons-Laffitte, est un avocat puis haut fonctionnaire français dont l’assassinat n’a pas été élucidé.

## Biographie

### Formation et carrière d'avocat

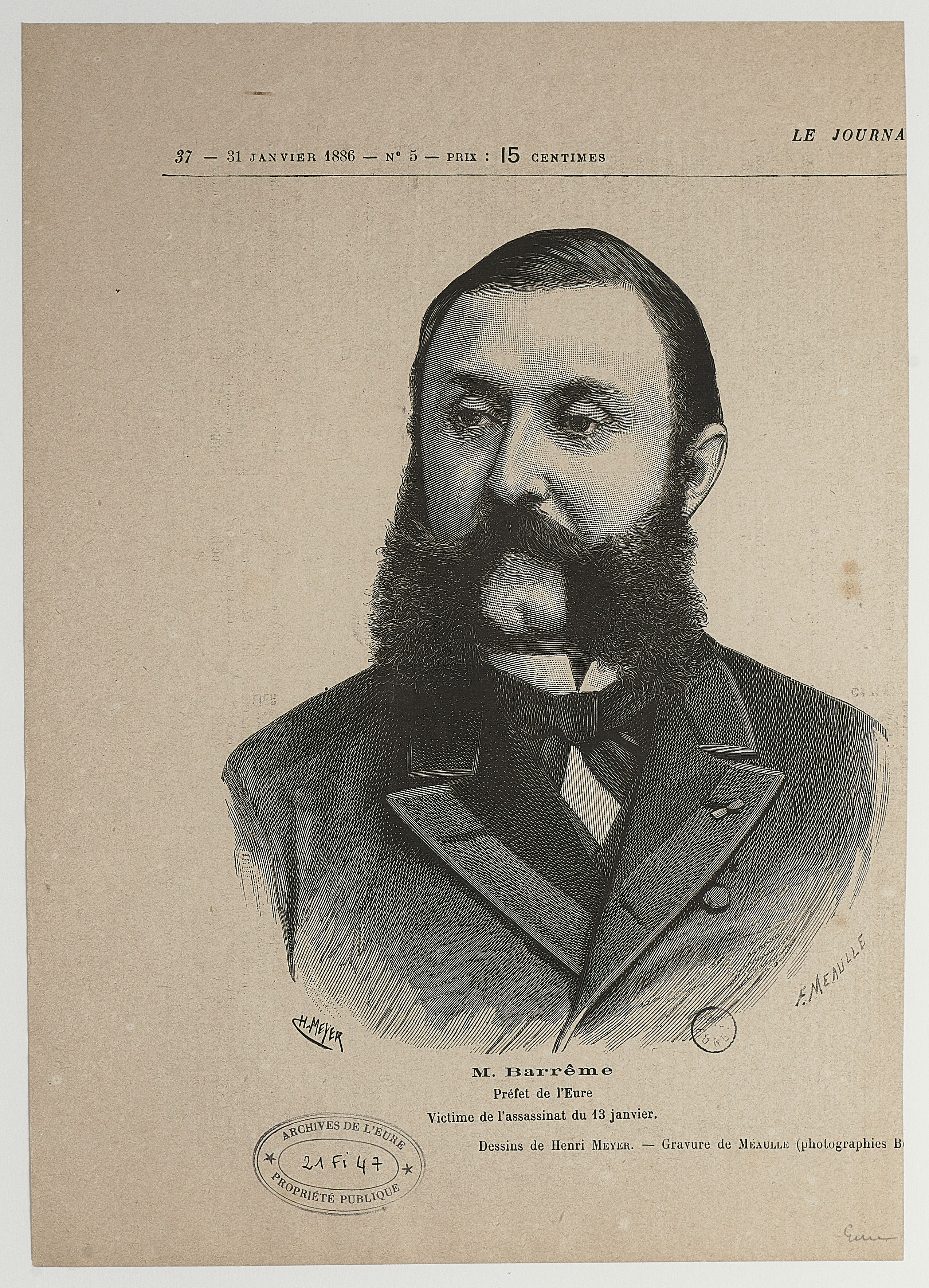
Marc Antoine Jules Barrême. Imprimé d'après une gravure de Meaulle. Dessin original de Meyer. Archives départementales de l'Eure. Cote 021 FI 47.

Fils d'un professeur de langues et ancien directeur du mont-de-piété d'Avignon, Hippolyte Barrême et d'Euphrasie Gassin, Marc-Antoine-Jules Barrême obtient son baccalauréat dans la cité des papes. Il poursuit ensuite ses études à Paris, au collège Sainte-Barbe, au lycée Louis-le-Grand puis à l’École de droit.
Devenu avocat à la Cour d’appel en 1860, il est admis à la Conférence du stage, dont il est nommé secrétaire en 1863-1864. Également membre des conférences Portalis et Molé, il passe à la Cour de cassation en devenant le secrétaire de Stanislas Brugnon. Le 30 novembre 1866, il succède à Léonor Duquesnel comme avocat au conseil d’État.
Endetté depuis ses études de droit, il se retrouve ruiné en voulant rembourser un détournement de son père dont il ne veut pas que la réputation soit salie. En rémunérant une de ses maîtresses, il se fait présenter à une riche héritière bordelaise, Marie Louise Augusta Caroline Delrue, dont la fortune est estimée à 600 000 francs. Il l'épouse le 15 janvier 1870 à Bailleul dans le département du Nord. Le couple aura quatre enfants, deux garçons et deux filles,.

### Carrière dans l'administration
Appartenant tout d’abord à un milieu légitimiste et clérical,, Barrême va rapidement évoluer vers le républicanisme dans la seconde moitié des années 1870, époque qui voit les républicains arriver enfin au pouvoir et pendant laquelle il entame une carrière de haut fonctionnaire. Selon Taxil et Verdun, c'est sous la protection du duc Decazes, membre orléaniste du gouvernement Dufaure, que Barrême serait entré dans l'administration. En réalité, c'est un ministre de l'Intérieur issu du Centre gauche (républicains modérés), Émile de Marcère, qui lui attribue son premier poste. Par la suite, ses adversaires politiques dénonceront l'opportunisme carriériste de cette « conversion » à la République,.
Nommé sous-préfet à La Réole le 24 mai 1876, Barrême y fait preuve d'un zèle républicain et d'un interventionnisme qui lui attirent les foudres du député bonapartiste local, Robert Mitchell. Celui-ci n'hésite pas à porter ses doléances à la tribune de la Chambre le 26 janvier 1877, y accusant le sous-préfet de tentative de détournement de fonds (au sujet de la caisse du comice agricole) et de faux en écriture (à propos d'un permis de chasse antidaté), ce qui pousse le ministre de l'Intérieur et chef du gouvernement Jules Simon à prendre la défense de son fonctionnaire, qu'il présente comme « un républicain sage, honnête, respectueux des lois ». Barrême prouve ses convictions républicaines en démissionnant quelques jours après la crise du 16 mai 1877.
Les républicains ayant remporté les élections, il rejoint l’administration au mois de décembre, comme secrétaire général de la préfecture de Gironde. À ce titre, il se signale par son efficacité lors des inondations de la Garonne en janvier 1879.
Le 3 mai 1879, il est promu préfet des Deux-Sèvres, département où il fait construire une École normale d’instituteurs et où il fait appliquer le décret de 1880 sur les congrégations en expulsant les chanoines réguliers du Latran de l'abbaye Notre-Dame de Beauchêne à Cerizay.
Le 30 mars 1881, Barrême est nommé préfet de l’Eure. En décembre de la même année, il reçoit la Légion d’honneur, distinction à laquelle s'ajoute celle d'officier d'Académie.

### Manœuvres électorales
En tant que préfet républicain de l'Eure, Barrême a notamment la tâche d'assurer le succès électoral des partisans du nouveau régime.
Il intervient ainsi en faveur de la réélection d'un conseiller général républicain en 1883, en laissant publier une lettre dans laquelle il promet l'élargissement d'un pont à Ivry-la-Bataille. De même, il fait paraître, quelques jours avant les élections sénatoriales de janvier 1885, une lettre du ministre des Travaux publics confirmant le classement au réseau d'intérêt général de la ligne de chemin de fer de Saint-Pierre-du-Vauvray aux Andelys : ce procédé, ainsi que la prise en compte des voix des délégués de Bernay, pourtant désignés dans des conditions contestées, facilite l'élection de Charles d'Osmoy et la réélection du général Lecointe, tous deux républicains.
Majoritaires après les législatives de 1881 (quatre députés de l'Eure sur six), les républicains sont cependant battus lors des élections de 1885, organisées au scrutin de liste, qui voient la victoire des monarchistes dans le département. Toutefois, n'hésitant pas à user de coûteuses manœuvres (notamment en faisant afficher un manifeste copié sur la lettre de Brisson à ses électeurs de la Seine), Barrême parvient à sauver le siège d'Alexandre Papon, réélu au second tour face au duc de Broglie (déjà battu, de dix voix, à l'élection sénatoriale du 25 janvier).
Ces activités électorales, cumulées aux affaires courantes, amènent Barrême à se rendre régulièrement au ministère de l'Intérieur et, par conséquent, à effectuer deux fois par semaine le trajet entre sa préfecture d'Évreux et la capitale. C'est au retour de l'un de ces déplacements qu'il est assassiné.

## Enquête sur l'assassinat du préfet Barrême

### Découverte du corps

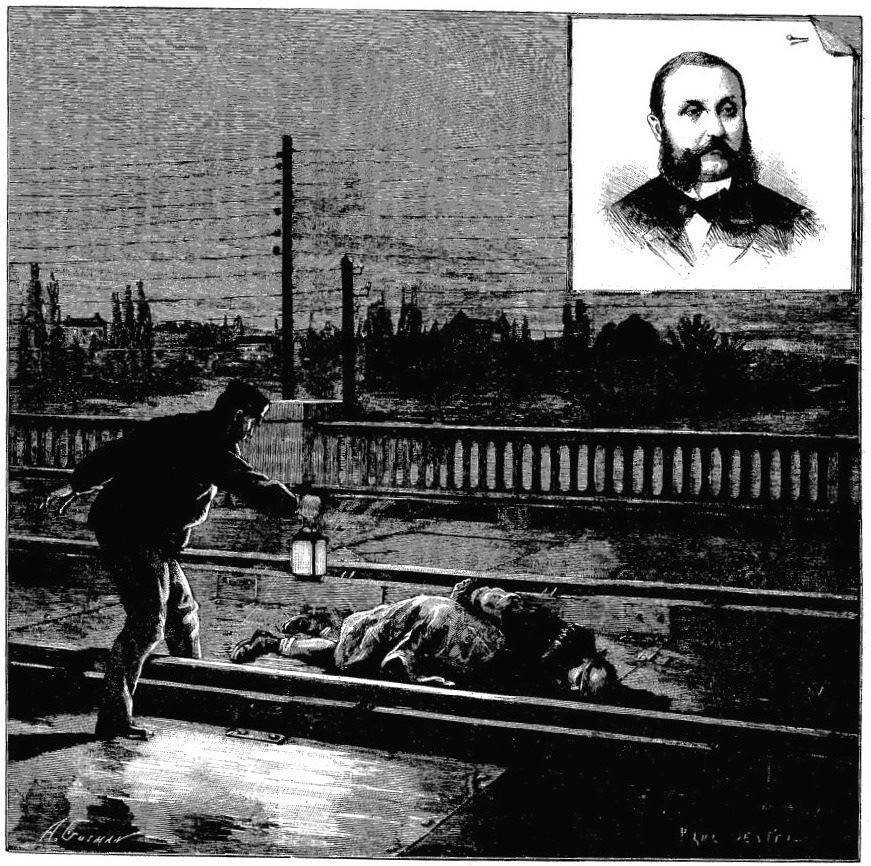
Découverte du corps sur l'entrevoie du pont ferroviaire de Maisons-Laffitte.

Le 13 janvier 1886, vers 21h, le corps de Barrême est trouvé par un lampiste du chemin de fer de l’Ouest entre les deux voies du pont enjambant le grand bras de la Seine entre Maisons-Laffitte et Sartrouville. Il est vêtu d’un costume noir et d’une pelisse de loutre partiellement arrachée à l’épaule gauche. Le haut de son visage est bandé par un mouchoir marqué de la lettre « V » dissimulant, à la tempe gauche, une blessure causée par une balle de revolver de petit calibre (7 mm) qui a perforé le cerveau. Le bandage, fermement noué, ainsi que l'absence de l'arme excluent formellement la thèse du suicide et valident celle du meurtre.
La victime avait manifestement été jetée vers 19h20 par la portière droite d’une voiture du Paris-Cherbourg. En voulant faire disparaître le corps, l’assassin se serait trompé de côté, le fleuve étant plus proche à gauche de la voiture. Le commissaire spécial de Saint-Lazare rejette cette hypothèse, pour lui, vu la hauteur du parapet, il était impossible de projeter le corps dans la Seine. Dans l’entre-voie, le corps avait plus de chances de passer inaperçu.
Fait surprenant, le ministre de l’Intérieur, Ferdinand Sarrien, apprend la nouvelle de l’assassinat d’un préfet de la République par le journal. Un journaliste du Matin, prévenu par un lecteur témoin de la découverte du corps, est sur les lieux du drame vers minuit et recueille les témoignages. Ni la gendarmerie ni la police ne sont là. Le brigadier de gendarmerie refuse de se déplacer, il attendra le lendemain, 8 heures. Pour sa négligence il fut dégradé et puni d’un mois de prison. Le télégramme avertissant la police de la mort du préfet Barrême arrive, lui, au commissariat de Paris après 23 heures, il n’y a, à cette heure, qu’un agent de police qui ne réveille personne. Il se contente de poser le télégramme sur le bureau du commissaire qui ne le découvre qu’après la parution de l’article du Matin.

Le parquet de Versailles ne se montra pas plus efficace en ne se présentant sur les lieux que 18 heures après la découverte du corps.

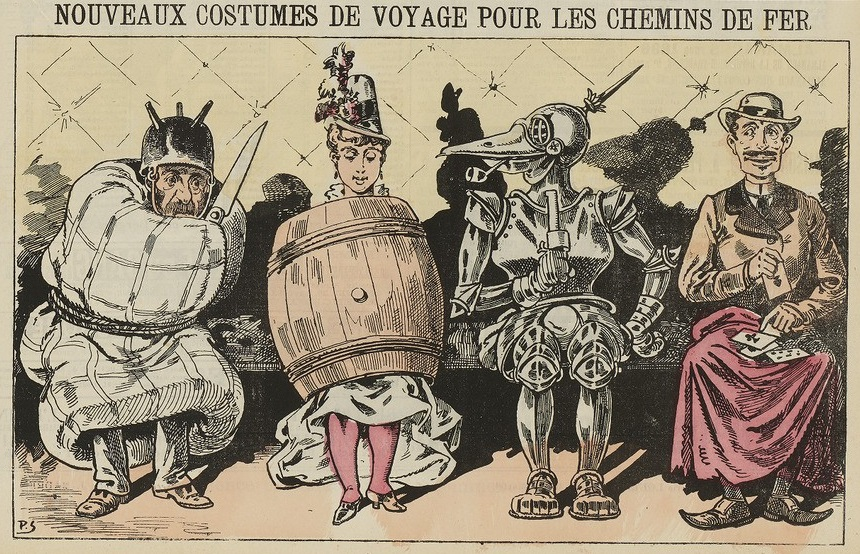
Dessin de Pépin dans Le Grelot du 24 janvier 1886. Le personnage de droite est une allusion amusée à l'hypothèse des bonneteurs.

Dès la nouvelle du drame, une hypothèse circule à Évreux : les assassins seraient des bonneteurs, qui se seraient ainsi vengés de mesures prises contre eux par le préfet. De tels escrocs sévissaient effectivement sur cette ligne, où le musicien Raoul Pugno avait déjà eu affaire à eux, mais la piste du crime crapuleux est cependant rapidement abandonnée, une somme d'un peu plus de 500 francs en liquide ayant été retrouvée dans les poches de la victime.
La vie du préfet est épluchée, à la recherche de motifs à son assassinat. Il a dilapidé la fortune de son épouse et continue à dilapider son argent avec sa passion du jeu et des femmes. Ses dettes sont estimées à plus de dix mille francs. Au moment de sa mort, il a une maîtresse attitrée, peut-être deux.
Un suspect est repéré au départ du train, gare Saint-Lazare. Il est monté, à la suite du préfet, dans la voiture n° 937, et est descendu à Mantes, première station après le lieu du crime. Ce suspect est reparti par la gare de Mantes-la-Station, à un kilomètre plus loin, gare desservie uniquement par les omnibus. Il est monté dans une voiture de 1re classe à 21 heures en direction de Paris. Son billet, retrouvé plus tard grâce à son numéro, permit d’établir qu’il était sorti de la gare Saint-Lazare à 23 heures. Ce qui fera dire qu’il connaissait parfaitement les horaires et avait prémédité son coup. L'homme a été vu par plusieurs témoins, mais ne sera jamais identifié. À son sujet, le parquet de Versailles fit paraître, dans les plusieurs journaux, une annonce demandant à cet homme de « se faire connaître ». Ce que ces journaux raillèrent avec de titres comme celui du Gil Blas « Prière à l’assassin de se transporter, sans retard, au cabinet de M. le procureur de la République pour affaire le concernant ».
L'enquête, menée par le juge d'instruction Féron, piétinera face à une soixantaine de pistes, la plupart d'entre elles s'avérant être le fait de mystificateurs ou de délateurs malveillants attirés par le retentissement médiatique de l'affaire. Il existe aussi l’hypothèse que certaines pistes auraient été fournies par le ministère de l’Intérieur pour détourner l’attention du vrai motif, le vol des 20 000 F des fonds secrets de campagne que transportait ce soir-là le préfet Barrême. Dans les mois et les années suivantes, de nombreuses personnes seront ainsi suspectées ou dénoncées en tant qu'auteurs ou commanditaires du crime.
La mort du préfet Barrême est à l'origine d’un projet de loi, débattu à l’Assemblée, pour que les voitures d'un train communiquent entre elles, dans le but que les passagers puissent se prêter mutuellement secours.

### Piste Foubert et hypothèse Wilson

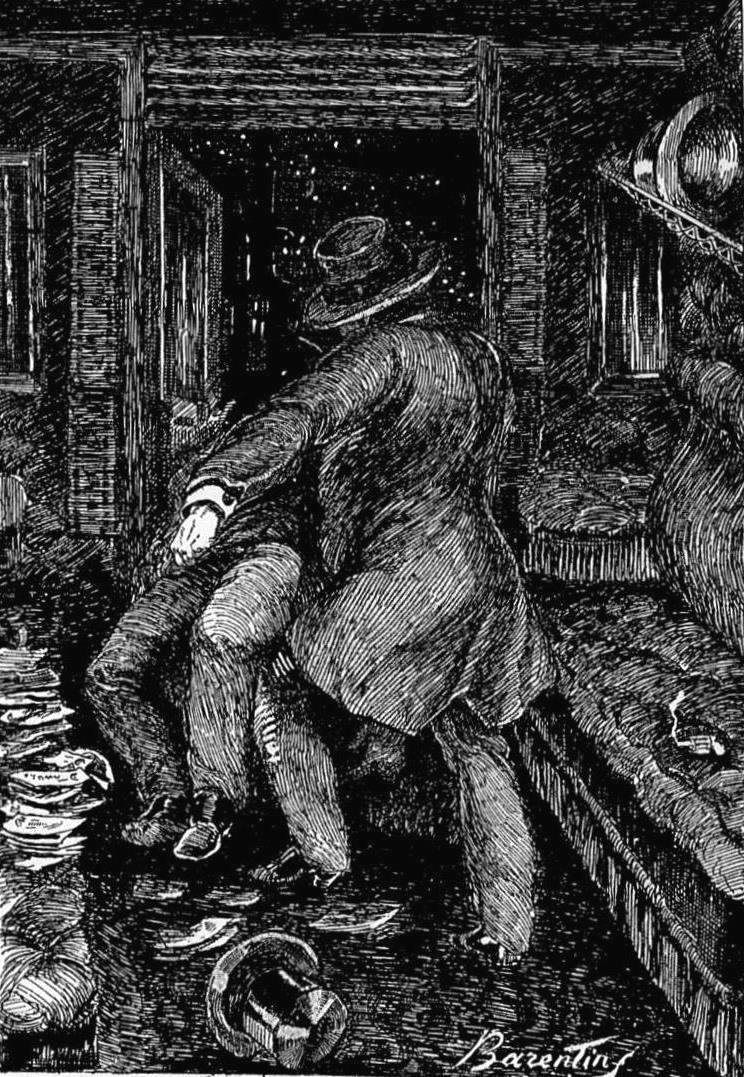
Illustration de l'ouvrage de Taxil et Verdun, adeptes de la piste Foubert.

Parmi les suspects figure Alfred Foubert, fils du sénateur Paul Foubert, chef adjoint du cabinet du ministre de l’Intérieur et, à ce titre, dispensateur des fonds secrets. Selon une rumeur, Foubert aurait remis 20.000 ou 30.000 francs au préfet afin de couvrir les frais de la campagne électorale de 1885. Il aurait ensuite fait assassiner Barrême pour dérober la somme. Malgré le démenti du ministère (prévisible, s'agissant de manœuvres électorales illégales financées par les fonds secrets), cette hypothèse sera souvent reprise en raison de la brutale révocation de ce fonctionnaire puis de sa fuite en 1887. Foubert, qui était effectivement aux abois, voulait en réalité échapper à la Justice en raison de son inculpation dans une affaire d'escroquerie dont les faits remontent à l'année 1886, et qui a éclaté au grand jour à la même époque que le scandale des décorations.
Le principal protagoniste de cette dernière affaire, Daniel Wilson, sera à son tour suspecté en 1894, quand un rédacteur de La Cocarde prétendra que Barrême possédait des documents prouvant le trafic auquel se livrait le gendre du président Grévy. Selon le journal dirigé par Barrès, l'assassinat aurait donc eu pour but de supprimer un témoin gênant et de récupérer des papiers compromettants. Il est à noter que les papiers personnels du préfet ont été brûlés, non par Foubert (comme l'affirment Taxil et Verdun), mais par Mme Barrême, aidée du chef de cabinet du défunt et d'un ami de la famille, le docteur Cortyl, après que ceux-ci aient été informés de l'imminence d'une perquisition.
La piste Wilson évoquée par La Cocarde en 1894 sera reprise au siècle suivant par l'historien René Pillorget.

### Autres pistes
D'autres hypothèses ont également été soulevées, mais sans plus de résultat.
Celle de la vengeance personnelle, longtemps privilégiée par les enquêteurs, s'appuie notamment sur une déclaration tardive de Mme Barrême, selon laquelle un ancien juge d'instruction d’Évreux, M. Bouzanquet, se serait senti trahi par le préfet, ce dernier ayant refusé d'intercéder en haut lieu en faveur de sa carrière. Entendu à sa demande, Bouzanquet a été rapidement disculpé. Le mobile de la vengeance a également été évoqué à l'encontre du comte Roger de Molen, révoqué (pour inconduite et cléricalisme) de la sous-préfecture des Andelys en mars 1881, à l'arrivée du préfet Barrême. Homme effectivement violent (il sera condamné en 1887 pour avoir tiré sur son épouse), le comte de Molen a cependant été relâché, n'ayant pas été reconnu par les témoins de la gare Saint-Lazare.
Les hypothèses du crime d'honneur (une rumeur faisant de l'assassin de Barrême un lieutenant de vaisseau dont le frère aurait été cocufié par le préfet) et du crime passionnel ne sont guère plus convaincantes, Barrême n'ayant vraisemblablement pas eu de maîtresse à cette époque.
En 1891, Maurice Souffrain, qui était agent de la Sûreté au moment des faits (et qui, à ce titre, avait brièvement participé à l'enquête sous la direction d'Ernest Taylor), est à son tour dénoncé par son ex-épouse, avant d'être innocenté.
En 1896, le délai de prescription ayant été atteint, l'instruction est définitivement close.